# Municipio de Plymouth (condado de Richland)
El municipio de Plymouth (en inglés: Plymouth Township) es un municipio ubicado en el condado de Richland en el estado estadounidense de Ohio. En el año 2010 tenía una población de 2083 habitantes y una densidad poblacional de 31,1 personas por km².

## Geografía
El municipio de Plymouth se encuentra ubicado en las coordenadas 40°56′53″N 82°41′39″O / 40.94806, -82.69417. Según la Oficina del Censo de los Estados Unidos, el municipio tiene una superficie total de 66.97 km², de la cual 66,5 km² corresponden a tierra firme y (0,7 %) 0,47 km² es agua.

## Demografía
Según el censo de 2010, había 2083 personas residiendo en el municipio de Plymouth. La densidad de población era de 31,1 hab./km². De los 2083 habitantes, el municipio de Plymouth estaba compuesto por el 98,7 % blancos, el 0,24 % eran afroamericanos, el 0,14 % eran amerindios, el 0,14 % eran asiáticos, el 0,34 % eran de otras razas y el 0,43 % eran de una mezcla de razas. Del total de la población el 2,45 % eran hispanos o latinos de cualquier raza.